# Supination

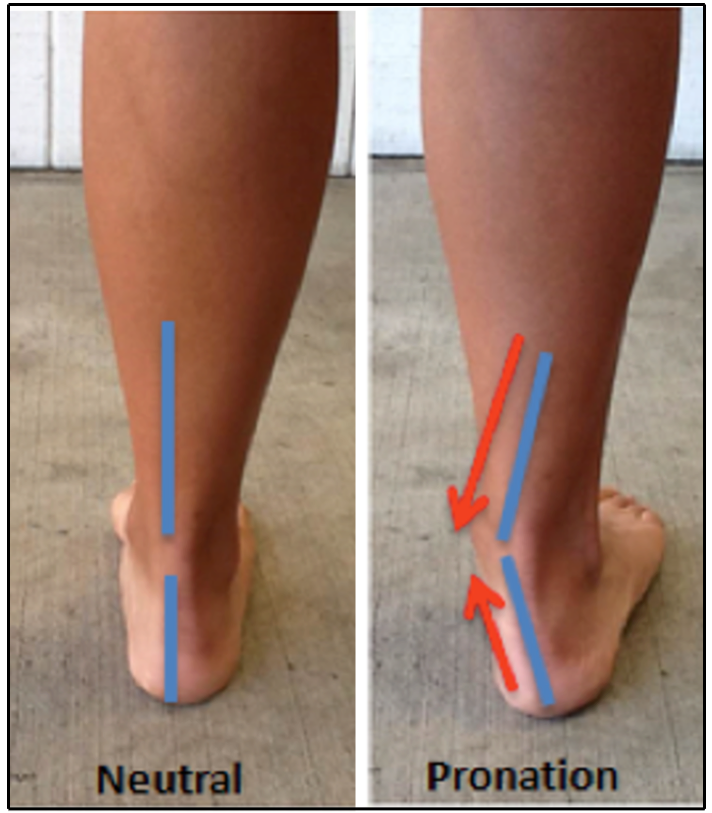

Supination är en anatomisk, kinesiologisk term som avser utåtrotation av en kroppsdel, till exempel underarm eller fot, gentemot kroppens medellinje. Vid supination av en framåtsträckt arm kommer handflatan uppåt och tummen utåt.
Supine innebär ligga med ansiktet uppåt (eller ligga på dorsalytan).